# Mutellina adonidifolia
Mutellina adonidifolia är en växtart i släktet Mutellina och familjen flockblommiga växter.
Arten är en perenn ört som förekommer i bergsregioner i centrala och södra Europa. Den beskrevs först som Phellandrium mutellina av Carl von Linné 1753, och fick sitt nu gällande namn av Walter Gutermann 2006.